# Taiyuna occidentalis
Taiyuna occidentalis är en mångfotingart som först beskrevs av Meinert, F 1886.  Taiyuna occidentalis ingår i släktet Taiyuna och familjen storjordkrypare. Inga underarter finns listade i Catalogue of Life.